# Острів Хейса
Острів Хейса (рос. остров Хейса, англ. Hayes Island або англ. Heiss Island) — острів архіпелагу Земля Франца-Йосифа, що належить Росії. Адміністративно належить до Архангельської області.
На північному сході острова знаходиться геофізична обсерваторія імені Ернста Кренкеля, одна з двох російських полярних станцій на Землі Франца-Йосифа.

## Географія
Острів Хейса, маючи прощу 132 км², належить до менших островів Землі Франца-Йосифа. Він розташований посередині архіпелагу на північ від острова Галля і на південний схід від островів Чамп і Солсбері. На північний схід розташований острів Вінер-Нойштадт,а на схід — острів Вільчека. На півночі знаходиться невеликий острів Ферсмана.
Острів Хейса є відносно рівним і вільним від льоду, за винятком льодовикової шапки діаметром близько півтора кілометра на північному узбережжі. Південне узбережжя характеризується базальтовими скелями. Більша частина острова вкрита осадовими відкладеннями крейдового та юрського періоду. Кілька долеритів-дайків перетинають острів з південного — сходу на північний — захід. Поміж ними є потоки талих вод. На крайньому північному сході знаходиться вулканічне кратерне озеро.
Найвища точка острова — крижаний купол Гідрографів — 242 метри.

## Клімат
На острові Хейса панує морський арктичний клімат. Середньорічна температура становить -12 °С. Тільки липень має середню температуру вищу від температури замерзання. У літні місяці часто туман. Середня вологість повітря становить понад 80 % впродовж усього року та понад 90 % у літні місяці. Цілий рік на острові дме сильний вітер, взимку переважно зі сходу, влітку — із північного заходу.

## Флора і фауна

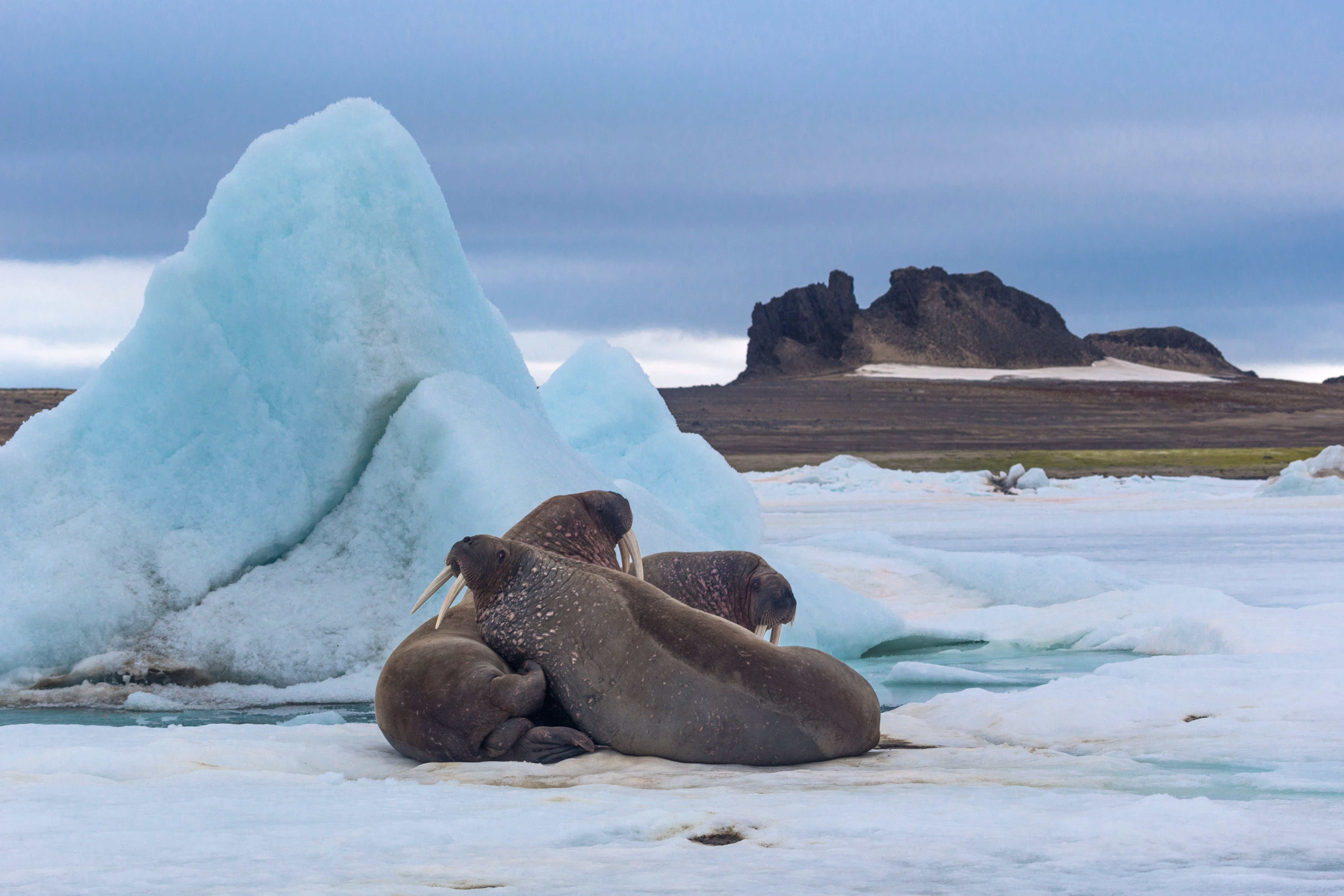
Моржі біля острова Хейса

На острові Хейса рослинність рідкісна. Лишайники і мохи - найпоширеніші. Найпоширеніша судинна рослина — арктичний мак. На острові паруються гаги, морські побережники, арктичні поморники, полярні крячки, пуночки і білі мартини. Окрім цього, також можна спостерігати буревісників, червоношиїх гагар, великих поморників, середніх поморників, полярних, трипалих мартинів, люриків та чистунів.
Зі ссавців водяться типові представники місцевої фауни: моржі, тюлені та білі ведмеді.

## Історія

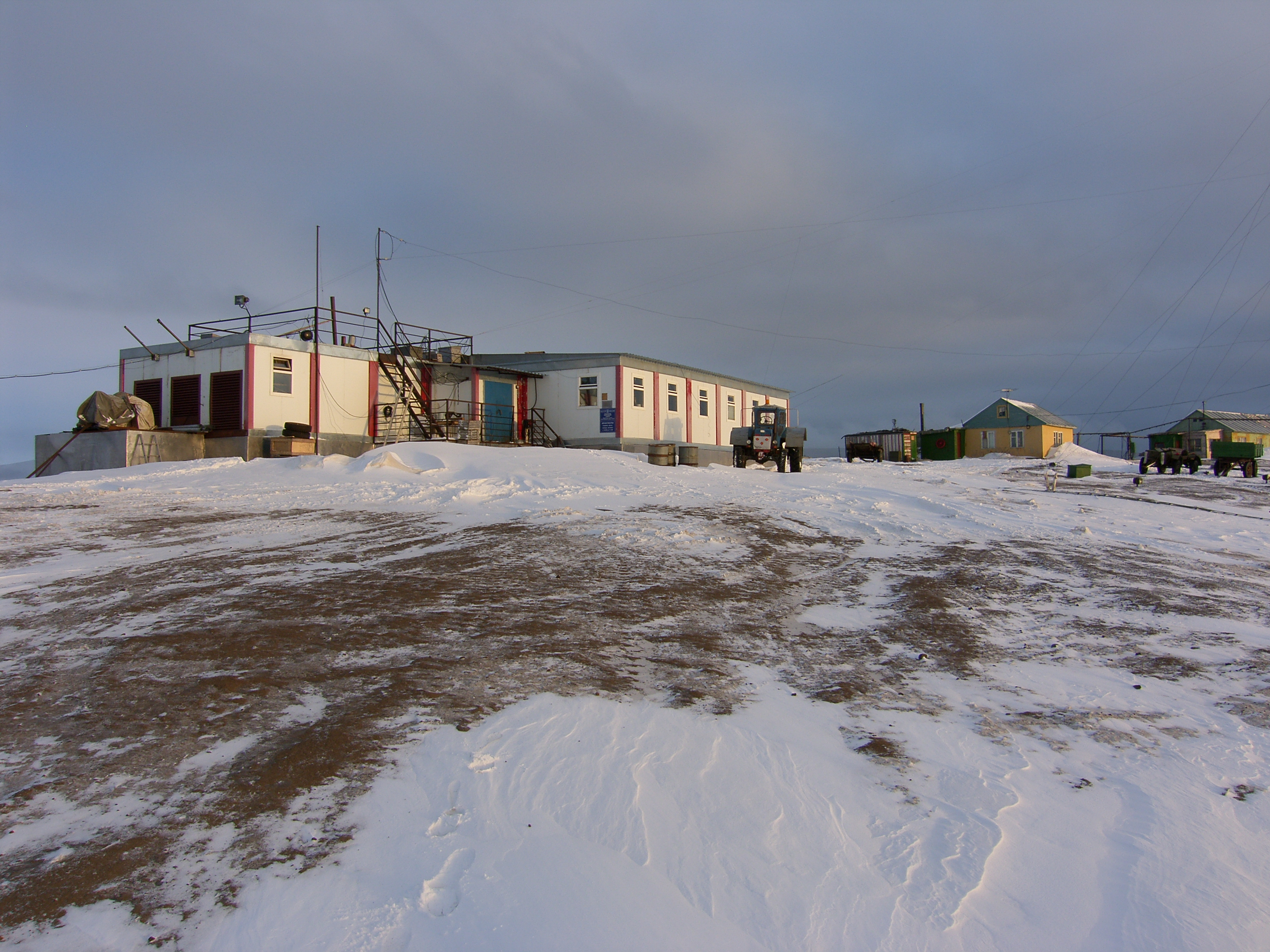
Станція Ернста Кренкеля

Острів був помічений австро-угорською полярною експедицією в 1874 році, але Юліус Пайєр вважав, що це півострів острова Галля. У 1898 році члени експедиції Велмана назвали його на честь американського полярного дослідника Айзека Гейса.
Полярна станція розташована на острові Хейса з 1957 року. З 1965 року її було розширено до найбільшої метеорологічної станції в Арктиці. Подекуди тут працювало до 200 вчених. З 1956 по 1990 рр. з острова було запущено 1950 метеорологічних ракет типу MР-12 та М-100 з висотою підйому до 100 км.
Полярну станцію назвали у 1972 році на честь російського полярного дослідника Ернста Теодоровича Кренкеля.
12 лютого 1981 року при заході на посадку на острів Хейса зазнав катастрофи літак Іл-14, який віз обладнання та вчених для обсерваторії.
У 2001 році пожежа знищила об'єкти електропостачання та деякі будівлі. В рамках Міжнародного полярного року 2007/2008 науково-дослідна станція на острові Хейса була відбудована завдяки російсько-американській співпраці.